# Uboże
Uboże, ubożę, w l.mn. często uboża, ubożęta, bożęta – postać z wierzeń staropolskich, opiekuńczy duch domowy, zapewniający dostatek, często wywodzony od dusz zmarłych przodków. Jego postać pojawia się w literaturze w XV i XVI wieku, później zaś zanika. Odpowiednikiem ubożąt na Rusi był domowik.
Zgodnie z fragmentem XV-wiecznego kazania ubożęciu zostawiano resztki z obiadu, zwłaszcza w czwartek. Posiliwszy się, ubożę miało przepędzać złe moce. Etymologia słowa uboże pochodzi od rdzenia bog-, oznaczającego "łaska, bogactwo". Wywodzenie terminu uboże od słowa "ubogi" jest błędne, gdyż zaprzecza funkcji istoty, której zadaniem było zapewnienie domowi dostatku.